# Cuculus crassirostris
El cuco de Célebes, cuclillo celebiano o  cuco celebiano (Cuculus crassirostris) es una especie de ave cuculiforme de la familia Cuculidae endémica de la isla de Célebes, en Indonesia.